# Tynesoft
Tynesoft Computer Software foi uma desenvolvedora de software de softwares educacionais fundada em 1983. Ela também desenvolveu vários jogos de computador para micros 8-bit, principalmente simulações esportivas, assim como conversões do Jet Set Willy,Boulder Dash and Spy vs. Spy para BBC Micro e para o Acorn Electron.
A empresa também desenvolvia programas para o computador Atari 8-bit. Depois lançaram mais jogos para computadores 16-bit Amiga e Atari ST. A empresa entrou em falência em 1990, antes de poder publicar seu jogo baseado no game de tabuleiro Blood Bowl.[carece de fontes?] A Tynesoft também ficou famosa por seus jogos sobre as Olimpíadas Summer Olympiad e Winter Olympiad, assim como um jogo baseado no filme Beverley Hills Cop.